# Magdalena de Kino
Magdalena de Kino ist eine Stadt mit 26.605 Einwohnern (2010) im mexikanischen Bundesstaat Sonora. Magdalena de Kino ist der Verwaltungssitz des Municipio Magdalena.

## Geschichte
Die Gegend, die heute das Municipio bildet, wurde von den Papago- und Pima-Indianern bewohnt. Die Stadt wurde am Anfang des 17. Jahrhunderts vom Baptisten-Leutnant Juan Escalante gegründet. Benannt wurde sie nach Eusebius Franz Kuehn (sein Familienname wurde im Spanischen mit Kino wiedergegeben), der zur Gründungszeit eine wichtige Rolle spielte.

## Tourismus
In der Stadt befinden sich Hotels und Gaststätten. Sehenswürdigkeiten sind die Kirche von Santa Maria, das Mausoleo del Padre und die Plaza Jardín Benito Juárez.

## Söhne und Töchter
- Faustino Armendáriz Jiménez (* 1955), katholischer Geistlicher, Erzbischof von Durango
- Luis Donaldo Colosio (1950–1994), Politiker